# Joaquim Vítor Correia Valarinho
Joaquim Vítor Correia Valarinho (23 de Abril de 1901 - 21 de Janeiro de 1991) foi um funcionário público português.

## Biografia
Nasceu no dia 23 de Abril de 1901, filho de Maria do Carmo Correia Valarinho e de Júlio César Castel-Branco Valarinho. Completou o Curso Geral dos Liceus, e o curso do Instituto Comercial e Industrial Magalhães Peixoto.
Em 1927, fundou os Serviços Municipalizados de Lagos, na qualidade de director-delegado e chefe da secretaria. Destacou-se por ter desenvolvido a rede eléctrica e de águas nos concelhos de Lagos e Vila do Bispo. Reformou-se em 1970.

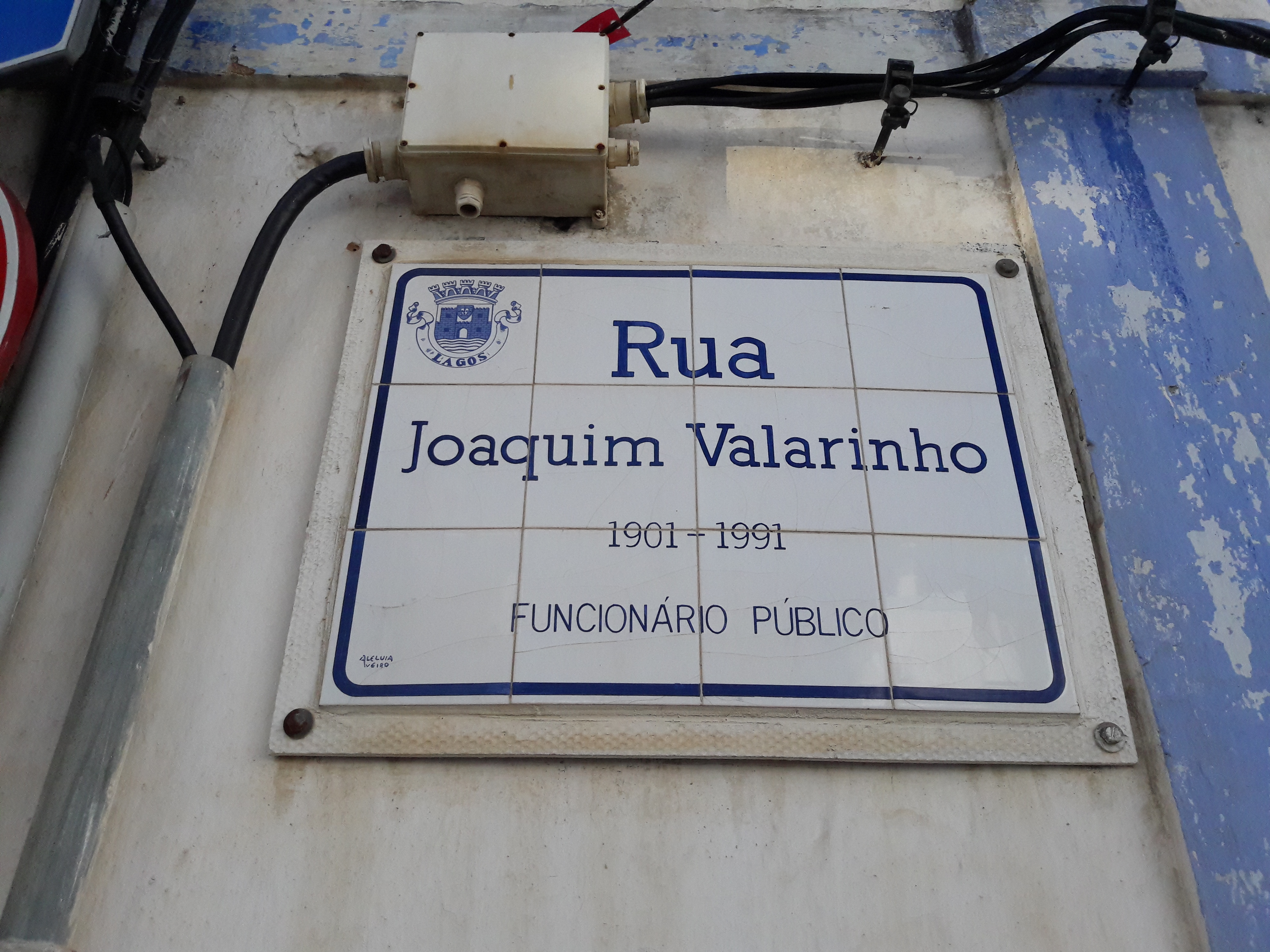
Placa da Rua Joaquim Valarinho, em Lagos.

Faleceu em 21 de Janeiro de 1991.

## Homenagens
Numa reunião da Câmara Municipal de Lagos em 23 de Junho de 1993, foi decidido colocar o nome de Joaquim Valarinho numa rua da cidade.